# Mitsuru Nagata
Mitsuru Nagata (n. 6 aprilie 1983) este un fotbalist japonez.

## Statistici
| Japonia | Japonia | Japonia |
| An      | Meciuri | Goluri  |
| ------- | ------- | ------- |
| 2010    | 1       | 0       |
| 2011    | 1       | 0       |
| Total   | 2       | 0       |